# Nathan Michael Shawn Wanya
Nathan Michael Shawn Wanya — четвёртый студийный альбом американской R&B группы Boyz II Men, изданный в 2000 году. Это была их первая долгоиграющая пластинка, над которой они получили более творческий контроль, и их единственный альбом под лейблом Universal Records. С Nathan Michael Shawn Wanya было выпущено два сингла: «Pass You By» и «Thank You in Advance», которые подавали большие надежды в чартах.

## Список композиций
Существуют две версии альбома — стандартная, изданная в большинстве стран, и японская.

### Стандартная версия
1. «Beautiful Women»
2. «Step On Up»
3. «Good Guy»
4. «Bounce, Shake, Move, Swing»
5. «What The Deal»
6. «I Finally Know»
7. «Pass You By»
8. «Dreams»
9. «I Do»
10. «Thank You in Advance»
11. «Never Go Away»
12. «Lovely»
13. «Know What You Want»
14. «Do You Remember»

### Версия для Японии
1. «Beautiful Women»
2. «Step On Up»
3. «Good Guy»
4. «Bounce, Shake, Move, Swing»
5. «What the Deal»
6. «I Finally Know»
7. «Pass You By»
8. «Dreams»
9. «I Do»
10. «Thank You in Advance»
11. «Never Go Away»
12. «Lovely»
13. «Know What You Want»
14. «Do You Remember»
15. «I Miss You» (Бонус-трек для Японии)
16. «Marry Me» (Бонус-трек для Японии)
17. «Darlin'» (Бонус-трек для Японии)